# Ružica Džankić
Ružica Džankić (ur. 7 lipca 1994 w Zagrzebiu) – chorwacka koszykarka występująca na pozycji niskiej skrzydłowej, reprezentantka kraju.

## Osiągnięcia
Na podstawie, o ile nie zaznaczono inaczej.

### Drużynowe
- Mistrzyni:
  - Chorwacji (2014–2016)[4][5][6]
  - Rumunii (2018)[7]
- Zdobywczyni pucharu:
  - Chorwacji (2015, 2016)[5][6]
  - Rumunii (2018)

### Indywidualne
(* – oznacza nagrody przyznane przez portal eurobasket.com)
- Najlepsza zawodniczka występująca na pozycji obronnej ligi chorwackiej (2016)*[6]
- Zaliczona do*:
  - I składu ligi chorwackiej (2016)[6]
  - II składu ligi chorwackiej (2013)[8]

### Reprezentacja
Seniorska
- Uczestniczka:
  - mistrzostw Europy (2015 – 12. miejsce)[9]
  - kwalifikacji do Eurobasketu (2017, 2019, 2021)

Młodzieżowe
- Mistrzyni Europy U–18 dywizji B (2011)[10]
- Wicemistrzyni Europy U–16 (2010)[11]
- Uczestniczka mistrzostw Europy U–18 (2012 – 7. miejsce)[12]